# Gerongan (Maron)
Gerongan is een bestuurslaag in het regentschap Probolinggo van de provincie Oost-Java, Indonesië. Gerongan telt 1472 inwoners (volkstelling 2010).